# Liste der Staatsoberhäupter 1926
Übersicht
◄◄ | ◄ | 1922 | 1923 | 1924 | 1925 | Liste der Staatsoberhäupter 1926 | 1927 | 1928 | 1929 | 1930 | ► | ►►

Weitere Ereignisse

## Afrika
- Ägypten (1914–1936 britisches Protektorat)
  - Staatsoberhaupt: König Fu'ād I. (1917–1936) (bis 1922 Sultan)
  - Regierungschef:
    - Ministerpräsident Ahmed Ziwar Pascha (1924–7. Juni 1926)
    - Ministerpräsident Adli Yakan Pascha (1921–1922, 7. Juni 1926–1927, 1929–1930)

  - Britischer Hochkommissar: George Lloyd, 1. Baron Lloyd (1925–1929)

- Äthiopien
  - Staats- und Regierungschef: Kaiserin Zauditu (1916–1930)
    - Regent: Ras Tafari Makonnen (1916–1930) (1930–1974 Kaiser)

- Liberia
  - Staats- und Regierungschef: Präsident Charles D. B. King (1920–1930)

- Südafrika
  - Staatsoberhaupt: König Georg V. (1910–1936)
    - Generalgouverneur: Alexander Cambridge, 1. Earl of Athlone (1924–1931)

  - Regierungschef: Ministerpräsident J.B.M. Hertzog (1924–1939)

## Amerika

### Nordamerika
- Kanada
  - Staatsoberhaupt: König Georg V. (1910–1936)
    - Generalgouverneur:
      - Julian, Lord Byng (1921–2. Oktober 1926)
      - Freeman Freeman-Thomas, 1. Viscount Willingdon (2. Oktober 1926–1931) (1931–1936 Vizekönig von Indien)

  - Regierungschef:
    - Premierminister William Lyon Mackenzie King (1921–28. Juni 1926, 1926–1930, 1935–1948)
    - Premierminister Arthur Meighen (1920–1921, 28. Juni 1926–25. September 1926)
    - Premierminister William Lyon Mackenzie King (1921–1926, 25. September 1926–1930, 1935–1948)

- Mexiko
  - Staats- und Regierungschef: Präsident Plutarco Elías Calles (1924–1928)

- Neufundland
  - Staatsoberhaupt: König Georg V. (1910–1936)
    - Gouverneur: William Allardyce (1922–1928)

  - Regierungschef: Ministerpräsident Walter Stanley Monroe (1924–1928)

- Vereinigte Staaten von Amerika
  - Staats- und Regierungschef: Präsident Calvin Coolidge (1923–1929)

### Mittelamerika
- Costa Rica
  - Staats- und Regierungschef: Präsident Ricardo Jiménez Oreamuno (1910–1914, 1924–1928, 1932–1936)

- Dominikanische Republik
  - Staats- und Regierungschef: Präsident Horacio Vásquez (1899, 1902–1903, 1924–1930)

- El Salvador
  - Staats- und Regierungschef: Präsident Alfonso Quiñónez Molina (1914–1915, 1918–1919, 1923–1927)

- Guatemala
  - Staats- und Regierungschef:
    - Präsident José María Orellana Pinto (1921–26. September 1926)
    - Präsident Lázaro Chacón González (26. September 1926–1931)

- Haiti (1915–1934 von den USA besetzt)
  - Staats- und Regierungschef: Präsident Louis Bornó (1922–1930)

- Honduras
  - Staats- und Regierungschef: Präsident Miguel Paz Barahona (1925–1929)

- Kuba
  - Staats- und Regierungschef: Präsident Gerardo Machado (1925–1933)

- Nicaragua
  - Staats- und Regierungschef:
    - Präsident José Carlos Solórzano Gutiérrez (1925–14. März 1926)
    - Präsident Emiliano Chamorro Vargas (1917–1921, 14. März 1926–11. November 1926)
    - Präsident Sebastián Uriza (11. November 1926–14. November 1926) (kommissarisch)
    - Präsident Adolfo Díaz (1911–1917, 14. November 1926–1929)

- Panama
  - Staats- und Regierungschef: Präsident Rodolfo Chiari (1924–1928)

### Südamerika
- Argentinien
  - Staats- und Regierungschef: Präsident Marcelo Torcuato de Alvear (1922–1928)

- Bolivien
  - Staats- und Regierungschef:
    - Präsident Felipe Segundo Guzmán (1925–10. Januar 1926) (kommissarisch)
    - Präsident Hernando Siles Reyes (10. Januar 1926–1930)

- Brasilien
  - Staats- und Regierungschef:
    - Präsident Artur da Silva Bernardes (1922–15. November 1926)
    - Präsident Washington Luís Pereira de Sousa (15. November 1926–1930)

- Chile
  - Staats- und Regierungschef: Präsident Emiliano Figueroa Larraín (1910, 1925–1927)

- Ecuador
  - Staats- und Regierungschef:
    - Provisorische Regierungsjunta (1925–10. Januar 1926)
    - Vorsitzender der provisorischen Regierungsjunta Humberto Albornoz Sánchez (10. Januar 1926–10. März 1926)
    - Vorsitzender der provisorischen Regierungsjunta Julio Enrique Moreno (10. März 1926–1. April 1926, 1940)
    - Präsident Isidro Ayora (1. April 1926–1931) (bis 1929 kommissarisch)

- Kolumbien
  - Staats- und Regierungschef:
    - Präsident Pedro Nel Ospina (1922–7. August 1926)
    - Präsident Miguel Abadía Méndez (7. August 1926–1930)

- Paraguay
  - Staats- und Regierungschef: Präsident Eligio Ayala (1923–1924, 1924–1928)

- Peru
  - Staatsoberhaupt: Präsident Augusto B. Leguía y Salcedo (1908–1912, 1919–1930) (1904–1907 Ministerpräsident)
  - Regierungschef:
    - Ministerpräsident Alejandrino Maguiña (1924–7. Dezember 1926)
    - Ministerpräsident Pedro José Rada y Gamio (7. Dezember 1926–1929)

- Uruguay
  - Staats- und Regierungschef: Präsident José Serrato (1923–1927)

- Venezuela
  - Staats- und Regierungschef: Präsident Juan Vicente Gómez (1909–1910, 1910–1914, 1922–1929, 1931–1935)

## Asien

### Ost-, Süd- und Südostasien
- Bhutan
  - Herrscher:
    - König Ugyen Wangchuk (1907–21. August 1926)
    - König Jigme Wangchuk (21. August 1926–1952)

- China
  - Staatsoberhaupt:
    - Provisorischer Präsident Duan Qirui (1924–20. April 1926)
    - amtierender Präsident Hu Weide (20. April–13. Mai 1926)
    - amtierender Präsident Dr. Yan Huiqing (13. Mai–22. Juni 1926)
    - amtierender Präsident Du Xigui (22. Juni–1. Oktober 1926)
    - amtierender Präsident Gu Weijun (1. Oktober 1926–1927)

  - Regierungschef:
    - Ministerpräsident Xu Shiying (1925–4. März 1926)
    - Ministerpräsident Jia Deyao (4. März–20. April 1926)
    - Ministerpräsident Hu Weide (20. April–13. Mai 1926)
    - Ministerpräsident Dr. Yan Huiqing (1921, 1922, 1924, 13. Mai–22. Juni 1926)
    - Ministerpräsident Du Xigui (22. Juni–1. Oktober 1926)
    - Ministerpräsident Gu Weijun (1. Oktober 1926–1927)

- Britisch-Indien
  - Kaiser: Georg V. (1910–1936)
  - Vizekönig:
    - Victor Bulwer-Lytton (1925–1926) (vorübergehend)
    - Edward Frederick Lindley Wood (1926–1931)

- Japan
  - Staatsoberhaupt:
    - Kaiser Yoshihito (1912–25. Dezember 1926)
    - Kaiser Hirohito (25. Dezember 1926–1989)

  - Regierungschef:
    - Premierminister Katō Takaaki (1924–28. Januar 1926)
    - Premierminister Wakatsuki Reijirō (30. Januar 1926–1927)

- Nepal
  - Staatsoberhaupt: König Tribhuvan (1911–1950, 1952/53)
  - Regierungschef: Ministerpräsident Chandra Shamsher Jang Bahadur Rana (1901–1929)

- Thailand
  - Herrscher: König Prajadhipok (1925–1935)

### Vorderasien
- Irak
  - Staatsoberhaupt: König Faisal I. (1921–1933)
  - Regierungschef:
    - Ministerpräsident Abd al-Muhsin as-Sa'dun (1922/23, 1925–1. November 1926, 1928/29, 1929)
    - Ministerpräsident Jafar al-Askari (1923/24, 21. November 1926–1927)

- Nordjemen
  - Herrscher: König Yahya bin Muhammad (1904–1948)

- Kuwait
  - Herrscher: Emir Ahmad Al-Jaber Al-Sabah (1921–1950)

- Persien (heute: Iran)
  - Staatsoberhaupt: Schah Reza Schah Pahlavi (1925–1941)
  - Regierungschef:
    - Ministerpräsident Mohammad Ali Foroughi (1925–1926, 1933–1935, 1941/42)
    - Ministerpräsident Mostowfi ol-Mamalek (1910, 1926; genaue Daten unbekannt)

- Transjordanien (heute: Jordanien)
  - Herrscher: Emir Abdallah ibn Husain I. (1921–1951)

### Zentralasien
- Afghanistan
  - Herrscher: Emir, seit 1926 König Amanullah Khan (1919–1929)

- Mongolei
  - Staatsoberhaupt: Vorsitzender des Präsidiums des Kleinen Staats-Churals Peldschidiin Genden (1924–1927)
  - Regierungschef: Ministerpräsident Balingiin Tserendordsch Beyse (1923–1928)

- Tibet
  - Herrscher: Dalai Lama Thubten Gyatso (1878–1933)

## Australien und Ozeanien
- Australien
  - Staatsoberhaupt: König Georg V. (1910–1936)
  - Generalgouverneur John Lawrence Baird, 1. Baron Stonehaven (1925–1930)
  - Regierungschef: Premierminister Stanley Bruce (1923–1929)

- Neuseeland
  - Staatsoberhaupt: König Georg V. (1910–1936)
  - Generalgouverneur Charles Fergusson (1924–1929)
  - Regierungschef: Premierminister Joseph Gordon Coates (1925–1928)

## Europa
- Albanien
  - Staats- und Regierungschef: Präsident Ahmet Zogu (1925–1939) (1922–1924 und 1925 Ministerpräsident, 1928–1939 König)

- Andorra
  - Co-Fürsten:
    - Staatspräsident von Frankreich: Gaston Doumergue (1924–1931)
    - Bischof von Urgell: Justí Guitart i Vilardebò (1920–1940)

- Belgien
  - Staatsoberhaupt: König Albert I. (1909–1934)
  - Regierungschef:
    - Ministerpräsident Prosper Poullet (1925–20. Mai 1926)
    - Ministerpräsident Henri Jaspar (20. Mai 1926–1931)

- Bulgarien
  - Staatsoberhaupt: Zar Boris III. (1918–1943)
  - Regierungschef:
    - Ministerpräsident Aleksandar Zankow (1923–4. Juni 1926)
    - Ministerpräsident Andrei Ljaptschew (4. Juni 1926–1931)

- Dänemark
  - Staatsoberhaupt: König Christian X. (1912–1947) (1918–1944 König von Island)
  - Regierungschef:
    - Ministerpräsident Thorvald Stauning (1924–13. Dezember 1926, 1929–1942)
    - Ministerpräsident Thomas Madsen-Mygdal (13. Dezember 1926–1929)

- Deutsches Reich
  - Staatsoberhaupt:
    - Reichspräsident Paul von Hindenburg (1925–1934)

  - Regierungschef:
    - Reichskanzler Hans Luther (1925–12. Mai 1926)
    - Reichskanzler Wilhelm Marx (1923–1925, 17. Mai 1926–1928)

- Estland
  - Staats- und Regierungschef: Staatsältester Jaan Teemant (1925–1927, 1932)

- Finnland
  - Staatsoberhaupt: Präsident Lauri Kristian Relander (1925–1931)
  - Regierungschef:
    - Ministerpräsident Kyösti Kallio (1922–1924, 1925–13. Dezember 1926 ,1929–1930, 1936–1937) (1937–1940 Präsident)
    - Ministerpräsident Väinö Tanner (13. Dezember 1926–1927)

- Frankreich
  - Staatsoberhaupt: Präsident Gaston Doumergue (1924–1931) (1913–1914, 1934–1944 Präsident des Ministerrats)
  - Regierungschef:
    - Präsident des Ministerrats Aristide Briand (1909–1911, 1913, 1915–1917, 1921–1922, 1925–29. Juli 1926, 1929)
    - Präsident des Ministerrats Édouard Herriot (1924–1925, 19. Juli 1926–23. Juli 1926)
    - Präsident des Ministerrats Raymond Poincaré (1912–1913, 1922–1924, 23. Juli 1926–1929) (1913–1920 Präsident)

- Griechenland
  - Staatsoberhaupt:
    - Präsident Pavlos Kountouriotis (1924–19. März 1926, 1926–1929) (1920 Regent)
    - Präsident Theodoros Pangalos (19. März 1926–22. August 1926) (1925–1926 Ministerpräsident)
    - Präsident Pavlos Kountouriotis (1924–1926, 22. August 1926–1929) (1920 Regent)

  - Regierungschef:
    - Ministerpräsident Theodoros Pangalos (1925–19. Juli 1926) (1926 Präsident)
    - Ministerpräsident Athanasios Eftaxias (19. Juli 1926–22. August 1926)
    - Ministerpräsident Georgios Kondylis (22. August 1926–4. Dezember 1926, 1935)
    - Ministerpräsident Alexandros Zaimis (1897–1899, 1901–1902, 1915, 1916, 1917, 4. Dezember 1926–1928)

- Irland
  - Staatsoberhaupt: König Georg V. (1922–1936)
    - Generalgouverneur Timothy Michael Healy (1922–1928)

  - Regierungschef: Taoiseach William Thomas Cosgrave (1922–1932)

- Italien
  - Staatsoberhaupt: König Viktor Emanuel III. (1900–1946)
  - Regierungschef: Duce Benito Mussolini (1922–1943)

- Königreich der Serben, Kroaten und Slowenen (später Jugoslawien)
  - Staatsoberhaupt: König Alexander I. (1921–1934)
  - Regierungschef:
    - Ministerpräsident Nikola Pašić (1918, 1921–1924, 1924–8. April 1926)
    - Ministerpräsident Nikola Uzunović (8. April 1926–1927, 1934)

- Lettland
  - Staatsoberhaupt: Präsident Jānis Čakste (1918–1925, 1925–1927)
  - Regierungschef:
    - Ministerpräsident Kārlis Ulmanis (1918–1919, 1919–1921, 1925–4. Mai 1926, 1931, 1934–1940) (1936–1940 Präsident)
    - Ministerpräsident Arturs Alberings (4. Mai 1926–17. Dezember 1926)
    - Ministerpräsident Marģers Skujenieks (17. Dezember 1926–1928, 1931–1933)

- Liechtenstein
  - Staatsoberhaupt: Fürst Johann II. (1858–1929)
  - Regierungschef Gustav Schädler (1922–1928)

- Litauen
  - Staatsoberhaupt:
    - Präsident Aleksandras Stulginskis (1920–7. Juni 1926, 1926)
    - Präsident Kazys Grinius (7. Juni 1926–18. Dezember 1926) (1920–1922 Ministerpräsident)
    - Parlamentspräsident Jonas Staugaitis (18. Dezember 1926–19. Dezember 1926) (kommissarisch)
    - Parlamentspräsident Aleksandras Stulginskis (1920–1926, 19. Dezember 1926)
    - Präsident Antanas Smetona (1918–1920, 19. Dezember 1926–1940)

  - Regierungschef:
    - Ministerpräsident Leonas Bistras (1925–15. Juni 1926)
    - Ministerpräsident Mykolas Sleževičius (1918–1919, 1919, 15. Juni 1926–17. Dezember 1926)
    - Ministerpräsident Augustinas Voldemaras (1918, 17. Dezember 1926–1929)

- Luxemburg
  - Staatsoberhaupt: Großherzogin Charlotte (1919–1964) (1940–1945 im Exil)
  - Regierungschef:
    - Staatsminister Pierre Prüm (1925–16. Juli 1926)
    - Staatsminister Joseph Bech (16. Juli 1926–1937, 1953–1958)

- Monaco
  - Staatsoberhaupt: Fürst Louis II. (1922–1949)
  - Regierungschef: Staatsminister Maurice Piette (1923–1932)

- Niederlande
  - Staatsoberhaupt: Königin Wilhelmina (1890–1948) (1940–1945 im Exil)
  - Regierungschef:
    - Ministerpräsident Hendrikus Colijn (1925–8. März 1926, 1933–1939)
    - Ministerpräsident Dirk Jan de Geer (8. März 1926–1929, 1939–1940)

- Norwegen
  - Staatsoberhaupt: König Haakon VII. (1906–1957) (1940–1945 im Exil)
    - Ministerpräsident Johan Ludwig Mowinckel (1924–5. März 1926, 1928–1931, 1933–1935)
    - Ministerpräsident Ivar Lykke (5. März 1926–1928)

- Österreich
  - Staatsoberhaupt: Bundespräsident Michael Hainisch (1920–1928)
  - Regierungschef:
    - Bundeskanzler Rudolf Ramek (1924–20. Oktober 1926)
    - Bundeskanzler Ignaz Seipel (20. Oktober 1926–1929)

- Polen
  - Staatsoberhaupt:
    - Präsident Stanisław Wojciechowski (1922–14. Mai 1926)
    - Präsident Ignacy Mościcki (1. Juni 1926–1939)

  - Regierungschef:
    - Präsident des Ministerrats Aleksander Skrzyński (1925–Mai 1926)
    - Präsident des Ministerrats Wincenty Witos (1920/1921, 1923, Mai 1926)
    - Präsident des Ministerrats Kazimierz Bartel (Mai–September 1926, 1929/1930)
    - Präsident des Ministerrats Józef Piłsudski (Oktober 1926–1928, 1930)

- Portugal
  - Staatsoberhaupt:
    - Präsident Bernardino Machado (1925–29. Mai 1926)
    - (amtierend) (Vorsitzender der Militärjunta) José Mendes Cabeçadas Júnior (31. Mai–17. Juni 1926)
    - (amtierend) (Vorsitzender der Militärjunta) Manuel de Oliveira Gomes da Costa (17. Juni–9. Juli 1926)
    - (amtierend) Präsident António Óscar de Fragoso Carmona (16. November 1926–1951)

  - Regierungschef:
    - Ministerpräsident António Maria da Silva (1925–30. Mai 1926)
    - (amtierend) (Vorsitzender der Militärjunta) Hauptmann José Mendes Cabeçadas Júnior (30. Mai–19. Juni 1926)
    - (amtierend) (Vorsitzender der Militärjunta) Manuel de Oliveira Gomes da Costa (19. Juni–9. Juli 1926)
    - (amtierend) (Vorsitzender der Militärjunta) António Óscar de Fragoso Carmona, (9. Juli 1926–1928)

- Rumänien
  - Staatsoberhaupt: König Ferdinand I. (1914–1927)
  - Regierungschef:
    - Ministerpräsident Ion I. C. Brătianu (1909–1911, 1914–1918, 1918/19, 1922–30. März 1926, 1927)
    - Ministerpräsident Alexandru Averescu (1918, 1920/1921, 30. März 1926–1927)

- San Marino
  - Capitani Reggenti:
    - Valerio Pasquali (1925–1. April 1926, 1930–1931) und Marco Marcucci (1925–1. April 1926)
    - Manlio Gozi (1. April 1926–1. Oktober 1926, 1930, 1938) und Giuseppe Mularoni (1. April 1926–1. Oktober 1926)
    - Giuliano Gozi (1923, 1. Oktober 1926–1927, 1932, 1937, 1941–1942) und Ruggero Morri (1. Oktober 1926–1927, 1932–1933, 1936)

  - Regierungschef: Außenminister Giuliano Gozi (1918–1943)

- Schweden
  - Staatsoberhaupt: König Gustav V. (1907–1950)
  - Regierungschef:
    - Ministerpräsident Rickard Sandler (1925–7. Juni 1926)
    - Ministerpräsident Carl Gustaf Ekman (7. Juni 1926–1928)

- Schweiz[1]
  - Bundespräsident: Heinrich Häberlin (1926, 1931)
  - Bundesrat:
    - Giuseppe Motta (1911–1940)
    - Edmund Schulthess (1912–1935)
    - Robert Haab (1918–1929)
    - Ernest Chuard (1920–1928)
    - Jean-Marie Musy (1920–1934)
    - Karl Scheurer (1920–1929)
    - Heinrich Häberlin (1920–1934)

- Sowjetunion
  - Parteichef: Generalsekretär der KPdSU Josef Stalin (1922–1953)
  - Staatsoberhaupt: Vorsitzender des Präsidiums des obersten Sowjets Michail Iwanowitsch Kalinin (1922–1946)
  - Regierungschef: Vorsitzender des Ministerrats Alexei Rykow (1924–1930)

- Spanien
  - Staatsoberhaupt: König Alfons XIII. (1886–1941)
  - Regierungschef: Regierungspräsident Miguel Primo de Rivera Orbaneja (1923–1930)

- Tschechoslowakei
  - Staatsoberhaupt: Präsident Tomáš Masaryk (1918–1935)
  - Regierungschef:
    - Ministerpräsident Antonín Švehla (1922–18. März 1926, 1926–1929)
    - Ministerpräsident Jan Černý (18. März–12. Oktober 1926)
    - Ministerpräsident Antonín Švehla (1922–1926, 12. Oktober 1926–1929)

- Türkei
  - Staatsoberhaupt: Präsident Mustafa Kemal (1923–1938)
  - Regierungschef: Ministerpräsident İsmet İnönü (1923–1924, 1925–1937, 1961–1965)

- Ungarn
  - Staatsoberhaupt: Reichsverweser Miklós Horthy (1920–1944)
  - Regierungschef: Ministerpräsident István Bethlen (1921–1931)

- Vereinigtes Königreich
  - Staatsoberhaupt: König Georg V. (1910–1936)
  - Regierungschef: Premierminister Stanley Baldwin (1923–1924, 1924–1929)